# Pachnodoides murphyi
Pachnodoides murphyi är en skalbaggsart som beskrevs av Alexis och Delpont 2002. Pachnodoides murphyi ingår i släktet Pachnodoides och familjen Cetoniidae. Inga underarter finns listade i Catalogue of Life.